# Deflacjonizm

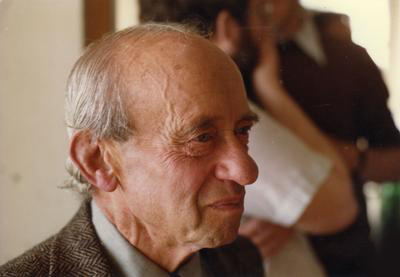
Deflacjoniści domagają się usunięcia nadmiarowych ich zdaniem treści z teorii prawdy, z pozostawieniem samego kryterium zaproponowanego przez Alfreda Tarskiego (na zdjęciu powyżej)

Deflacjonizm – stanowisko w epistemologii, domagające się spuszczenia powietrza ze zbyt bogatych (wedle zwolenników deflacjonizmu) w treść teorii prawdy aż do kryterium Tarskiego. 
Zagadnienie prawdy należy do kluczowych w epistemologii. Pomimo tego nie istnieje jedna powszechnie akceptowana definicja, która mówiłaby, czym właściwie jest prawda. Istnieje więc klasyczna koncepcja prawdy (wyrażana jako zgodność myśli z rzeczywistością, adequatio rei et intellectus) i rozmaite koncepcje nieklasyczne, z których wymienia się głównie koncepcje koherencyjne (zgodność z systemem, mniejsza lub większa) i pragmatyczne (prawdziwa myśl prowadząca do skutecznego działania czy też prawda jako idealna granica badania), prowadzące niekiedy do rozwiązań konsensualnych (prawda jako wynik idealnej dyskusji). W dzisiejszej filozofii dyskusja zagadnienia prawdy przebiega głównie między poglądami realistycznymi (realizm aletyczny, obejmujący też klasyczną definicję prawdy) a antyrealistycznymi (koncepcje nieklasyczne), dzielonymi obecnie na wspomniane już koncepcje pragmatyczne oraz epistemiczne, dzielone z kolei na koherencyjne, ewidencyjne (oparte na pojęciu oczywistości) i weryfikacjonistyczne (związane z antyrealizmem semantycznym).
Deflacjonizm wyraża sprzeciw wobec przedstawionej wyżej sytuacji wielkiej mnogości najróżniejszych definicji prawdy. Krytykuje tak koncepcje realistyczne, jak i antyrealistyczne, uznając je wszystkie za inflacyjne bądź inaczej treściwe teorie prawdy. Deflacjoniści zauważają, że wszystkie te koncepcje spełniają warunek trafności teorii prawdy Alfreda Tarskiego (Tarski wyróżnia język przedmiotowy i metajęzyk, dzięki czemu dochodzi do zdania (T): zdanie języka przedmiotowego X jest prawdziwe wtedy i tylko wtedy, gdy s, gdzie s jest przekładem X na metajęzyk i twierdzeniem rozpatrywanej teorii). Pomimo spełniania tego warunku wymieniane wyżej koncepcje różnią się między sobą. A skoro tak, to różnią się one szczegółami, które nie należą już do samego pojęcia prawdy, a raczej są dodatkiem do tego pojęcia, różnym w różnych teoriach, treścią nadmiarową. Wobec tego zwolennicy deflacjonizmu uważają za stosowne spuścić z rzeczonych rozdmuchanych teorii powietrze, tak by dojść do samego kryterium Tarskiego. W języku angielskim określają to słowem deflate.
Deflacjonizm również podlega krytyce. Nie uwzględnia on aspektu normatywnego pojęcia prawdy.